# Мулу
Му́лу, или Гунунг-Му́лу (малайск. Taman Negara Mulu) — национальный парк в малайзийском штате Саравак, недалеко от города Мири. Является объектом всемирного наследия ЮНЕСКО. Парк известен грандиозными системами пещер Мулу (крупнейшая — Гуа-Эир-Джерних), карстовыми образованиями и горными тропическими лесами.

## Геология и география
Парк находится на севере острова Калимантан. Его высота над уровнем моря изменяется от 28 до 3277 (гора Мулу, вторая по высоте точка штата) м над уровнем моря. Около 40 % территории занимают равнинные дождевые леса и около 20 % — горные дождевые леса.
На территории парка, в пещере Лубанг Насиб Багус, находится самый большой грот в мире — грот Саравак, который составляет около 700 м в длину около 300 м в ширину и 70 м в высоту. Известняки Мулу имеют возраст от 17 до 40 млн лет и принадлежат к позднему эоцену и раннему миоцену. Ниже известняков залегают песчаники и сланцы, возраст которых составляет уже от 40 до 90 млн лет. Этими породами сформированы наиболее высокие пики в юго-восточной части национального парка.

## Флора и фауна
В парке произрастает около 3500 видов сосудистых растений. Здесь проживает около 80 видов млекопитающих, около 270 видов птиц, 55 видов рептилий, 76 видов амфибий, 48 видов рыб и более 20 000 видов беспозвоночных. В Мулу встречается восемь видов птиц-носорогов, включая малайского гомрая, изображенного на гербе штата Серавак, белохохлого калао и шлемоклювого калао. Многочисленные пещеры служат домом для 27 видов летучих мышей. О размерах колонии в той или иной пещере обычно можно судить по слою гуано. Млекопитающие представлены малайскими медведями, бородатыми свиньями, обыкновенными гимнурами, макаками-крабоедами, гиббонами, борнейскими долгопятами, мунтжаками, оленьковыми и многими другими видами.

## Транспорт
Ближайший к парку аэропорт, Мулу, принимает регулярные рейсы из Мири, Кучинга и Кота-Кинабалу, которые обслуживаются авиакомпанией MASwings. До Мулу можно также добраться от Мири по воде (около 100 км). До открытия в 1991 году аэропорта и вертолётной площадки это был единственный способ добраться до национального парка.